# Kraľovany (nádraží)
Kraľovany jsou železniční stanice ve stejnojmenné obci v okrese Dolný Kubín v Žilinském kraji.
Stanice se nachází na severním okraji obce, na důležité dvoukolejné trati ze Žiliny do Košic. Provoz ve stanici započal 8. prosince 1871, kdy byl otevřen úsek ze Žiliny do Popradu. Kraľovany jsou přestupní stanicí pro trať na Oravu, která od roku 1904 vedla až do pohraniční Suché Hory s napojením na polskou železniční síť. V období druhé světové války bylo spojení do Polska přerušeno a význam trati a tedy i jejích stanic poklesl. Od té doby oravská trať končí v Trstené, kde končí i všechny spoje z Kraľovan.